# Адріан Бенедичак
Адріан Бенедичак (пол. Adrian Benedyczak, нар. 24 листопада 2000, Камень-Поморський) — польський футболіст, нападник «Парми» та молодіжної збірної Польщі.

## Клубна кар'єра
Народився 24 листопада 2000 року в місті Камень-Поморський. Вихованець футбольної школи клубу «Погонь» (Щецин). Дорослу футбольну кар'єру розпочав 2017 року в основній команді того ж клубу, кольори якої захищає й донині.

## Виступи за збірні
2017 року дебютував у складі юнацької збірної Польщі, взяв участь у 1 іграх на юнацькому рівні, відзначившись одним забитим голом.
2019 року у складі молодіжної збірної Польщі поїхав на домашній молодіжний чемпіонат світу. На турнірі зіграв у 4 матчах і забив один гол, а команда вилетіла на стадії 1/8 фіналу.